# John Nettles
John Nettles (St. Austell, Cornwall, Egyesült Királyság, 1943. október 11. –) angol színész. Két híres sorozatban is főszerepet kapott: az egyik a Bergerac, amely Magyarországon még nem volt látható a televízióban, a másik a Kisvárosi gyilkosságok, amelyben Tom Barnaby főfelügyelő szerepét alakítja. Magyarországon a sorozat a Universal Channel (korábban Hallmark) és a Film+ / Film+ 2 csatornákon látható.

## Élete
Nettles a Cornwall megyei St. Austellben született 1943. október 11-én. Árva gyerek volt, pár nappal születése után örökbe fogadta őt egy ácsmester, Eric Nettles és felesége, Elsie. A helyi Poltair School nevű iskolába járt tanulni. Hétévesen megtudta igazi anyjának kilétét, aki egy ír ápolónő volt. Az édesanyja átjött a második világháború idején Angliába, hogy ellássa a sebesült katonákat, de terhes lett, nem tudni, kitől. Az is kiderült, hogy Johnnak egy fiú- és két lánytestvére van.
Nettles 1962-ben ösztöndíjat nyert az Southamptoni Egyetemen a kiváló történelem és filozófia szaktudásáért. Egyetemi évei alatt színházakban is fellépett, fiatal kezdő színészként. 1969 és 1970 között Northcott Theatre nevű színházban dolgozott. Legelső filmes szerepe a Még egyszer című brit vígjátékban volt 1970-ben. A következő évben szerepet kapott A Family at War című sorozatban, amiben Dr. Ian Mackenziet játssza. A következő években sok kisebb szerepet kapott a TV-ben. 1966-ban nősült meg, feleségét Joyce-nak hívták (a Kisvárosi gyilkosságok című sorozatban Barnaby felügyelő feleségének filmbeli neve szintén Joyce), tőle egy leánya született, Emma. 1979-ben elvált első feleségétől.

## Televíziós karrierje

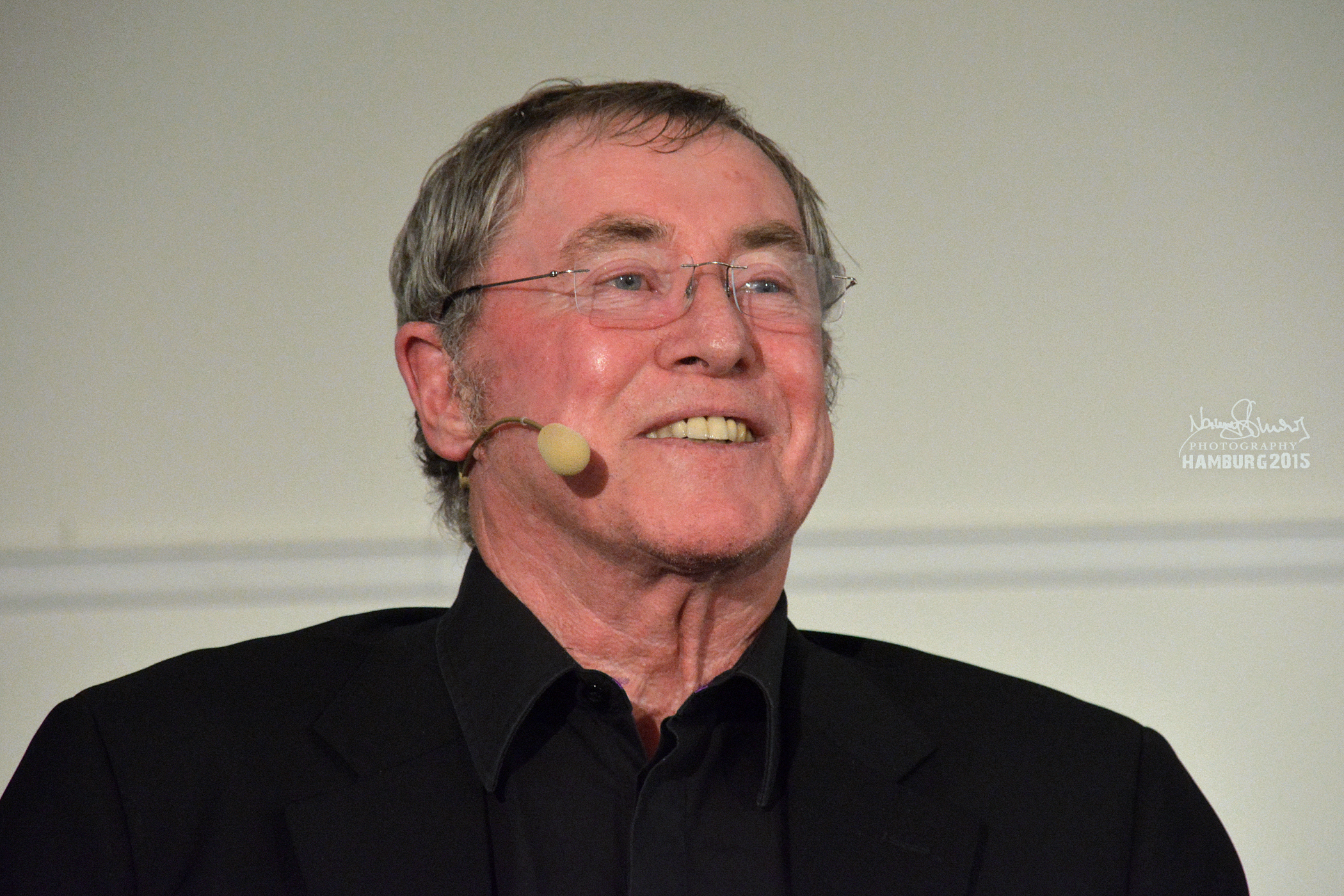
John Nettles 2015-ben

1981-ben főszerepet kapott a Bergerac című tv-sorozatban. A sorozatban 10 évig játszotta Jim Bergerac nyomozót. 87-dik  epizódnál abbahagyták a történetet, így 1991-ben leállt a forgatás is. 1992-ben a Royal Shakespeare Company színházban játszott. Híresebb színdarabok, amelyekben feltűnt: a Téli rege,  A windsori víg nők, Julius Caesar és a III. Richárd. The Detectives angol vígjáték sorozatban is feltűnik, ismét Jim Bergerac szerepében, amelyben saját karakterét parodizálja ki. 1995-ben megismerte  Cathryn Sealeyt, aki a második felesége lett.
1997-ben megkapta élete legnagyobb szerepét a Kisvárosi gyilkosságok c. sorozatban, ahol Thomas Barnaby főfelügyelőt, az agyafúrt rendőrnyomozót játssza. Barnaby szerepével meghódította az egész világot, beleértve Magyarországot is. Itthon a Universal (korábban Hallmark) és a Film+ csatornák vetítették. Barnaby magyar hangját Ujréti László (Universal) és Kőszegi Ákos később Sörös Sándor (Film+) adja. A sorozat XII. évadának 2010-ben lett vége. 2007-ben Will Smith Presents the Tao of Bergerac című vígjáték-sorozatban kapott főszerepet. 2010-ben forgatták a Kisvárosi gyilkosságok XIII. évadját főszerepben Nettles-szel, aki a sorozat 2011-ben forgatott XIV. évadjának epizódjaiban már nem vállalt szerepet. Filmbeli unokafivérét, John Barnaby rendőrfelügyelőt Neil Dudgeon játssza.

## Filmjei
| Év        | Magyar cím             | Eredeti cím                              | Szerep                            |
| --------- | ---------------------- | ---------------------------------------- | --------------------------------- |
| 1997–2011 | Kisvárosi gyilkosságok | Midsomer Murders (sorozat)               | Tom Barnaby főfelügyelő (81 rész) |
| 2003      |                        | French and Saunders (sorozat)            | Tom Barnaby főfelügyelő (1 rész)  |
| 2002      | A sátán kutyája        | The Hound of the Baskervilles (film)     | Dr. James Mortimer                |
| 2001      |                        | Heartbeat (sorozat)                      | Giles Sutton (1 rész)             |
| 1995      | Minden ember halandó   | All Men Are Mortal (film)                | Sanier                            |
| 1994      | Rómeó és Júlia         | Romeo & Juliet (TV film)                 | Capulet                           |
| 1993      |                        | The Detectives (sorozat)                 | Jim Bergerac (1 rész)             |
| 1992      |                        | Boon (sorozat)                           | Joe Green (1 rész)                |
| 1981–1991 |                        | Bergerac (sorozat)                       | Jim Bergerac (87 rész)            |
| 1991      |                        | Tonight at 8.30 (sorozat)                | Peter Gilpin (1 rész)             |
| 1984      |                        | Robin of Sherwood (sorozat)              | Peter de Leon (1 rész)            |
| 1982      |                        | The Agatha Christie Hour (sorozat)       | Raoul Letardau (1 rész)           |
| 1980      | A velencei kalmár      | The Merchant of Venice (TV film)         | Bassanio                          |
| 1978      |                        | Enemy at the Door (sorozat)              | Roy Lewis nyomozó (1 rész)        |
| 1977      |                        | Holding On (sorozat)                     | Herbert Goodings (3 rész)         |
| 1972–1976 |                        | The Liver Birds (sorozat)                | Paul (17 rész)                    |
| 1976      |                        | Dickens of London (sorozat)              | Mr. Macrone (2 rész)              |
| 1973      |                        | The Adventures of Black Beauty (sorozat) | Edwin (1 rész)                    |
| 1971–1972 |                        | A Family at War (sorozat)                | Ian Mackenzie (14 rész)           |
| 1970      |                        | The Red, White, and Black (film)         | lovas katona                      |
| 1970      | Még egyszer            | One More Time (film)                     | Dixon                             |
| 1969      |                        | The Expert (sorozat)                     | John Franklin (1 rész)            |